# 板倉勝政
板倉 勝政（いたくら かつまさ）は、江戸時代中期から後期にかけての大名。備中国松山藩4代藩主。官位は従五位下・周防守、主膳正。板倉家宗家10代。

## 経歴
初代藩主・板倉勝澄の七男として誕生した。
安永7年（1778年）2月22日、兄で先代藩主の勝従の末期養子として家督を継いだ。同年4月28日、10代将軍徳川家治に御目見する。安永8年12月16日、従五位下左近将監に叙任する。天明4年（1784年）5月15日、奏者番に就任する。天明8年6月26日、寺社奉行を兼任する。藩政においては藩校・有終館を創設した。寛政10年（1798年）5月1日、寺社奉行を辞任する。
享和元年（1801年）3月8日、病を理由に隠居し、四男の勝晙が家督を継いだ。文政4年（1821年）3月2日、63歳で死去した。法号は義正院殿天忠源然大居士。

## 系譜
- 父：板倉勝澄（1719年 - 1769年）
- 母：植原氏
- 養父：板倉勝従（1750年 - 1778年）
- 正室：戸田氏英の娘
  - 四男：板倉勝晙（1784年 - 1804年）
- 側室：進藤氏
- 側室：谷村氏
- 側室：飯田氏
  - 五男：板倉勝尚（1785年 - 1820年） - 板倉勝意の養子
- 生母不明の子女
  - 十一男：板倉勝喬 - 板倉勝弼の父
  - 女子：岩城隆喜正室
  - 女子：柳沢里世正室